# 멕시코의 국장

멕시코의 국장

멕시코의 국장은 1821년 11월 2일에 처음 제정되었으며 현재의 국장은 1968년 9월 16일에 수정되었다.
국장 가운데에는 발톱에 뱀을 잡은 채로 선인장 위에 서 있는 황금독수리가 그려져 있는데 이는 독수리가 뱀을 물고 앉아 있는 호숫가의 선인장이 있는 곳에 도읍을 세우라는 아스텍의 테노치티틀란 전설에서 유래된 것이다.
국장 왼쪽에는 참나무 가지가 그려져 있으며 국장 오른쪽에는 월계수 가지가 그려져 있다. 국장 아래쪽에는 멕시코의 국기를 구성하는 색인 초록색, 하얀색, 빨간색 세 가지 색의 리본이 참나무 가지와 월계수 가지를 묶고 있다.

## 역대 멕시코의 국장

1821년 ~ 1823년
1823년 ~ 1864년
1864년 ~ 1867년
1867년 ~ 1893년
1893년 ~ 1916년
1916년 ~ 1934년
1934년 ~ 1968년

## 같이 보기
- 멕시코의 국기